# Frank Yerby
Frank Garvin Yerby (* 5. September 1916 in Augusta, Georgia; † 29. November 1991 in Madrid, Spanien) war ein US-amerikanischer Autor historischer Romane.

## Leben
Yerby war der erste Afroamerikaner, der 1946 mit seinem Roman The Foxes of Harrow einen Bestseller veröffentlichte. Im selben Jahr verkaufte er, ebenfalls als erster Schwarzer, die Rechte der Verfilmung an das Hollywood-Studio 20th Century Fox. Zuletzt wurde der Film mit einer Oscar-Nominierung für den gleichnamigen Film mit Rex Harrison und Maureen O’Hara geehrt.
Insgesamt schrieb er 33 Romane. Yerby hielt sein "Afroamerikanertum" als Autor für unwichtig.
Yerby verließ die USA 1955 aus Protest gegen die Rassendiskriminierung, besuchte Frankreich und lebte bis zu seinem Tode in Madrid. Seine zweite Ehefrau war Spanierin. Yerby starb 1991 in Madrid an einer Herzinsuffizienz und wurde dort auch begraben.

## Werke (Auswahl)
- 1946 The Foxes of Harrow (deutsch von Hans Kaempfer: Eine Welt zu Füßen, 1965)
- 1947 The Vixens (deutsch von Bernhard Zebrowski: Die Füchsin oder Louisiana-Fieber, 1953)
- 1948 The Golden Hawk (deutsch: Pirat und Gentleman, 1951 oder Lady Rotkopf, 1964)
- 1949 Pride’s Castle (deutsch: Ich kaufe New York, 1949)
- 1951 A Woman called Fancy (deutsch: Eine Frau namens Fancy)
- 1952 The Saracen Blade (deutsch: Das Sarazenenschwert)
- 1953 The Devil’s Laughter (deutsch von Bernhard Zebrowski: Marin oder des Teufels Gelächter, 1954)
- 1954 Bride of Liberty (Die Rebellin, 1956)
- 1954 Benton’s Row (deutsch von Bernhard Zebrowski: Das Erbe der Bentons, 1955)
- 1956 Captain Rebel (deutsch: Kapitän Rebell, 1957 oder Ein Gentleman aus New Orleans, 1978)
- 1958 The Serpent and The Staff (deutsch: Der Stab und die Schlange, 1959)
- 1959 Jarrett’s Jade (deutsch: Das Haus der Jarretts)
- 1962 The Garfield Honor (deutsch: Die Ehre der Garfields, 1962)
- 1963 Griffin’s Way (deutsch: Das Schicksal der Griffins)
- 1964 An Odor of Sanctity (deutsch: Ein Ruch von Heiligkeit, 1967)
- 1967 Goat Song. A Novel of Ancient Greece (deutsch: Bocksgesang, 1971)
- 1971 The Dahomaen (deutsch: Ausgelöscht 1971)
- 1972 The Girl from Storyville (deutsch: Das Mädchen aus Storyville)
- 1974 The Voyage Unplanned (deutsch: Die Reise zu Simone, 1975)
- 1976 A Rose for Ana Maria (deutsch: Eine Rose für Ana Maria, 1977)
- 1977 Hail the Conquering Hero (Costa Verde, 1979)
- 1979 A Darkness at Ingraham’s Crest (deutsch: Mississippi-Story, 1981)
- 1982 Western. A Saga of the Great Plains (deutsch: Western, 1983)
- 1983 Devilseed (deutsch: Teufelssaat, 1984)
- 1985 McKenzie’s Hundred (deutsch: Virginia-Love, 1987)

## Verfilmungen
- 1947: Eine Welt zu Füßen (The Foxes of Harrow)
- 1952: Lady Rotkopf (The Golden Hawk)
- 1954: Der Empörer (The Saracen Blade)